# Józef Skrzek
Józef Franciszek Skrzek (Siemianowice, 1948. július 2. –) lengyel zeneszerző, énekes, zenész, az SBB együttes tagja, a lengyel rockzene jelentős alakja.

## Élete
Pályájának kezdetén Skrzek a Ślężanie, az Ametysty és a Breakout együttesekben zenélt. 1971-ben Jerzy Piotrowskival és Apostolis Anthimosszal megalakította a progresszív rockot játszó Silesian Blues Bandet, és felvételeket készített Czesław Niemennel együtt.
A következő évtizedekben Skrzek állandóan függetlenségre törekedett. Számos művésszel és alkalmi zenekarral zenélt együtt, de többnyire színházi és templomi zenéket és filmzenéket alkotott. Ismeretesek élő előadásai, melyeket nemcsak hagyományos koncerteken, hanem számos egyéb helyszínen adott elő (például a sziléziai planetáriumban, a nyári  napéjegyenlőség idején tartott rögtönzései). Jelenleg szülővárosának általános iskoláját támogatja, ahol gyakran játszik és énekel.
Öccse, Jan Skrzek szintén jól ismert sziléziai zenész.

## Diszkográfia
- 2009-09 "Koncert Żywiołów"
- 2009-03 "Czas dojrzewania"
- 2008-05 "Józef Skrzek & Jan Skrzek "Dwa Braty" "
- 2007-03 "La Tempete"
- 2007-11 "Tryptyk petersburski" (as guest with Roksana Wikaliuk, Misha Ogorodov, Sasza Ragazanov, Michał Gierjo)
- 2006-07 "Maria z Magdali"
- 2005-05 "Viator - Znak Pokoju"
- 2004-11 "Anthology 1974–2004" (SBB)
- 2004-05 "Szczęśliwi z miasta N." (SBB)
- 2003-11 "U stóp krzyża"
- 2003-05 "Akustycznie"
- 2003-05 "Kantata Maryjna"
- 2003-05 "Epitafium Dusz - Koncert na cześć zaginionych..."
- 2002-06 "Koncert Świętokrzyski"
- 2001 "Jesteś, który jesteś"
- 2001 "Dzwonią dzwoneczki, muzyka gra, a kolęda nadal trwa"
- 1998 "Czas"
- 1998 "Pokój Saren Piano"
- 1998 "Warto żyć dla miłości" (Ks. Stanisław Puchała, Józef Skrzek, Michał Mitko)
- 1997 "Pokój Saren"
- 1997 "Kolędy"
- 1997 "Anioł się zwiastuje"
- 1997 "Kantata Maryjna - Live"
- 1993 "Twój dom wschodzącego słońca"
- 1993 "Piosenki ojca Aime Duvala" (Ks. Stanisław Puchała, Józef Skrzek, Michał Mitko)
- 1990-10 "Wracam"
- 1990 "Kolędowy czas" (Kiepurki and Józef Skrzek)
- 1989 "Live"
- 1987 "Kantata Maryjna"
- 1985 "Podróż w krainę wyobraźni"
- 1983 "Ambitus Extended"
- 1981 "Józefina"
- 1981 "Ogród Luizy" (with Halina Frąckowiak)
- 1980 "Ojciec chrzestny Dominika"
- 1979 "Pamiętnik Karoliny"
- 1979 "VIATOR box"
- 1977 "Swing & Blues" (with Krzysztof Sadowski)

## Szólólemezei
- Pamiętnik Karoliny (1979)
- Ojciec chrzestny Dominika (1980)
- Józefina (1981)
- Podróż w krainę wyobraźni (1985)
- Kantata Maryjna (1987)
- Live (1989)
- Wracam (1990)
- Twój dom wschodzącego słońca (1993)

## Külső hivatkozások
- Józef Skrzek hivatalos honlapja
- YouTube--Józef Skrzek Minimoog játéka